# Copa de Alemania 1957
La Copa de Alemania 1957 fue la 14.ª edición del torneo de copa de fútbol anual de Alemania Federal que se jugó del 4 de agosto al 29 de diciembre de 1957 y que contó con la participación de cinco equipos.
El FC Bayern Múnich vence en la final al Fortuna Dusseldorf en el Rosenaustadion para ser campeón de copa nacional por primera vez.

## Ronda de Clasificación
| 4-8-1957 | Spandauer SV | 1 – 4 | FC Bayern Munich                      | Sportplatz Neuendorfer Strasse, Berlín            |                                                   |
|          | Schwedek 67' |       | Hahn 7' 45' · Velhorn 78' · Huber 80' | Asistencia: 10 000 espectadores Árbitro(s): Sturm | Asistencia: 10 000 espectadores Árbitro(s): Sturm |

## Semifinales
| 17-11-1957 | FC Bayern Munich                    | 3 – 1 (t. s.) | 1. FC Saarbrücken | Stadion an der Grünwalder Strasse, Múnich         |                                                   |
|            | Velhorn 72' · Jobst 91' · Siedl 92' |               | Albert 30'        | Asistencia: 24 000 espectadores Árbitro(s): Malka | Asistencia: 24 000 espectadores Árbitro(s): Malka |

| 24-11-1957 | Fortuna Düsseldorf | 1 – 0 | Hamburger SV | Niedersachsenstadion, Hannover                          |                                                         |
|            | Janssen 2'         |       |              | Asistencia: 15 000 espectadores Árbitro(s): Tschenscher | Asistencia: 15 000 espectadores Árbitro(s): Tschenscher |

## Final
| 29 de diciembre de 1957 | Fortuna Düsseldorf | 0–1     | Bayern Munich | Rosenaustadion, Augsburg,                         |                                                   |
|                         |                    | Reporte | Jobst 78'     | Asistencia: 44 000 espectadores Árbitro(s): Dusch | Asistencia: 44 000 espectadores Árbitro(s): Dusch |

| Fortuna Düsseldorf | Bayern Munich |

| ARQ               |  | Albert Görtz          |
| DEF               |  | Matthias Mauritz      |
| DEF               |  | Erich Juskowiak       |
| MED               |  | Herbert Bayer         |
| MED               |  | Günter Jäger          |
| MED               |  | Martin Gramminger     |
| DEL               |  | Bernhard Steffen      |
| DEL               |  | Franz-Josef Wolfframm |
| DEL               |  | Karl Gramminger       |
| DEL               |  | Heinz Jansen          |
| DEL               |  | Hans Neuschäfer       |
| Entrenador:       |  |                       |
| Hermann Lindemann |  |                       |

| ARQ            |  | Árpád Fazekas     |
| DEF            |  | Willi Knauer      |
| DEF            |  | Hans Bauer        |
| MED            |  | Thomas Mayer      |
| MED            |  | Wiggerl Landerer  |
| MED            |  | Siegfried Manthey |
| DEL            |  | Gerhard Siedl     |
| DEL            |  | Kurt Sommerlatt   |
| DEL            |  | Peter Velhorn     |
| DEL            |  | Rudi Jobst        |
| DEL            |  | Werner Huber      |
| Entrenador:    |  |                   |
| Willibald Hahn |  |                   |